# Vibeke Stene
Vibeke Stene (pronuncia-se víbêkah stênah; Sokndal, 17 de agosto de 1978) é uma cantora lírica e professora de música norueguesa, conhecida por ter sido vocalista da banda de gothic metal Tristania, em 2013 anunciou seu retorno a música, no dia 30 de novembro de 2020 lançou seu novo álbum com sua nova banda, Veil Of Secrets.

## Biografia
Vibeke Stene iniciou em seus estudos musicais ainda na adolescência, aos treze anos de idade, frequentando aulas regulares de canto lírico. Em 1994, aos dezesseis, mudou-se para a sede de seu condado, Stavanger, onde continuou a estudar música e a lecionar canto. Antes de sua carreira musical, também morara em Kristiansand e em Oslo.
Através de amigos em comum, começou na banda em 1997 como uma cantora contratada apenas para alguns vocais da primeira demo, Tristania. Em seguida, passou a fazer parte da banda permanentemente, substituindo uma antiga vocalista.
Em fevereiro de 2007, após dez anos com o grupo e cinco álbuns de estúdio lançados, motivos pessoais a fizeram sair da banda. Apesar de surgirem rumores de que ela estaria sendo cogitada como a nova vocalista do Nightwish após a saída de Tarja Turunen, a própria cantora desmentiu. Posteriormente, disse ao público que deixou a banda para lecionar canto, um sonho que sempre havia perseguido.
Em 2013, Vibeke Stene criou uma página no Facebook, anunciando seu retorno. Dessa vez, ela fará uma participação no projeto God of Atheists, de Asgeir Mickelson, que acabou mudando de nome para Veil of Secrets, que finalmente foi lançado em novembro de 2020.

## Discografia
Com o Tristania, Vibeke gravou cinco álbuns de estúdio, um EP e um compacto:
- Tristania (EP, 1997)
- Widow's Weeds (1997)
- "Midwintertears" (compacto, 1997)
- "Angina" (compacto, 1998)
- Beyond the Veil (1998)
- World of Glass (2001)
- Ashes (2005)
- Illumination (2007)
- Dead Poetry - Veil Of Secrets (New Band) (2020)

A cantora também já trabalhou com o Green Carnation no álbum Journey to the End of the Night, lançado em 1999, bem como com a banda Samael, no álbum Solar Soul, lançado em 2007, em 2020 retornou ao cenário  musical com sua nova banda chamada Veil Of Secrets, trabalho conjunto com ASGEIR MICKELSON, lançando o álbum intitulado Dead Poetry.

## Nova Banda - Veil Of Secrets 2020
Após longos 15 anos de silêncio, foi anunciado o lançamento do primeiro álbum após sua saída do tristania em 2007, dead poetry vem com uma mudança no nome da banda anunciado em 2013, agora o projeto trás as iniciais da cantora e chama Veil of Secrets, foi lançado no dia 30 de novembro de 2020 pela Crime Records , em parceria com Asgeir Mikaelson (ex-Borknagar, Sarke, Ihsahn, Spiral Architect, Vintersorg, Testament.) o álbum tem um maior protagonismo a voz de vibeke, a sonoridade da banda é um Doom Metal Melancólico, flerta com a estética gótica com guitarras densas, violino, letras fortes e conta com vocais gulturais, um presente aos fãs da cantora, que esperavam tanto o seu retorno, toda essa sonoridade trazem a magia única do estilo dark que acompanha a cantora, mostrando ao público que ela continua encantada com essa estética bela e triste.